# 大渓溝駅
大渓溝駅（だいけいこう-えき）は、中華人民共和国重慶市渝中区に位置する重慶軌道交通2号線の駅である。駅番号は204。

## 駅構造
相対式ホーム2面2線の高架駅。
| 2号線ホーム | 相対式ホーム              |
| 2号線ホーム | ←2号線 臨江門・較場口方面 |
| 2号線ホーム | 2号線 動物園・新山村方面→ |
| 2号線ホーム | 相対式ホーム              |

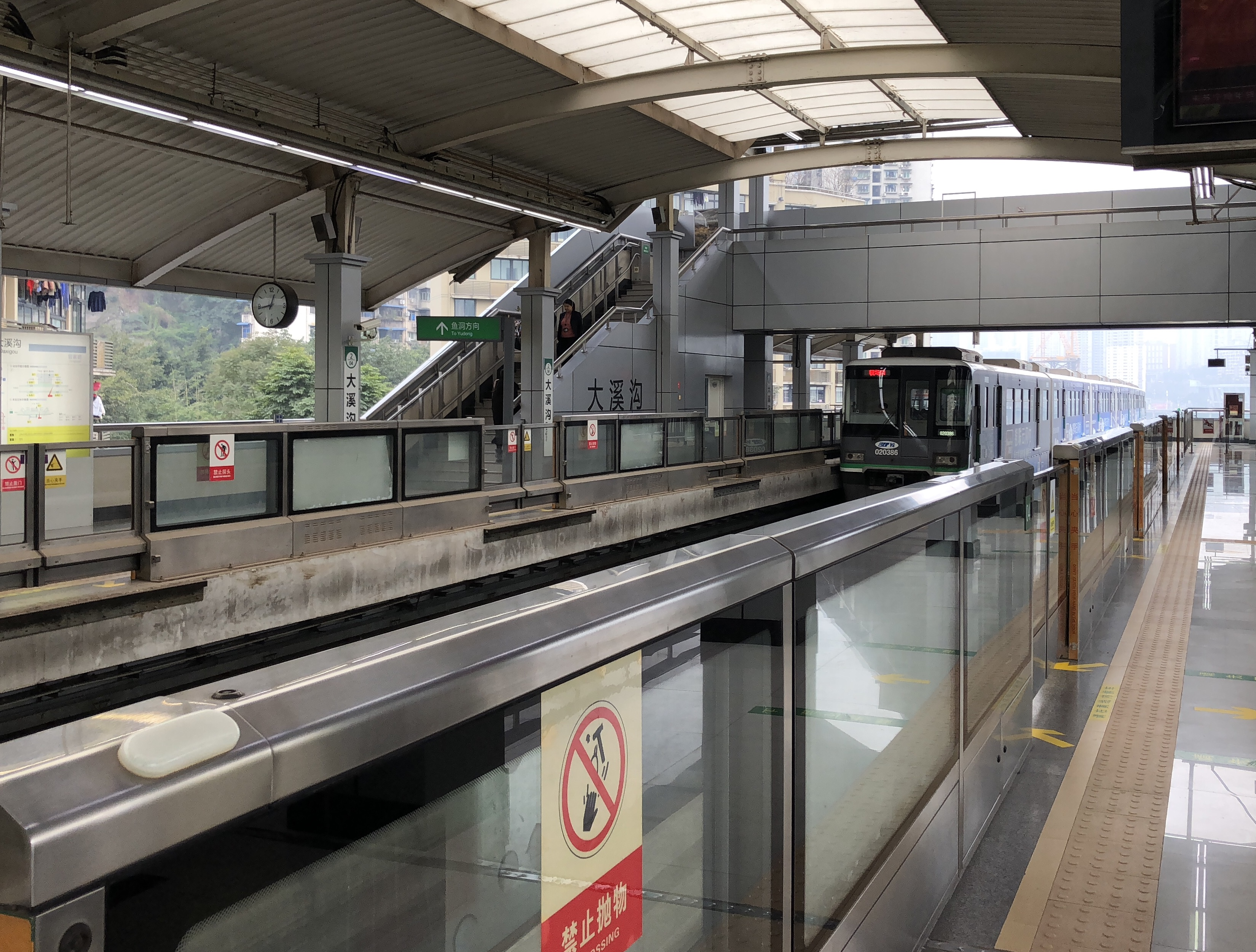
ホーム
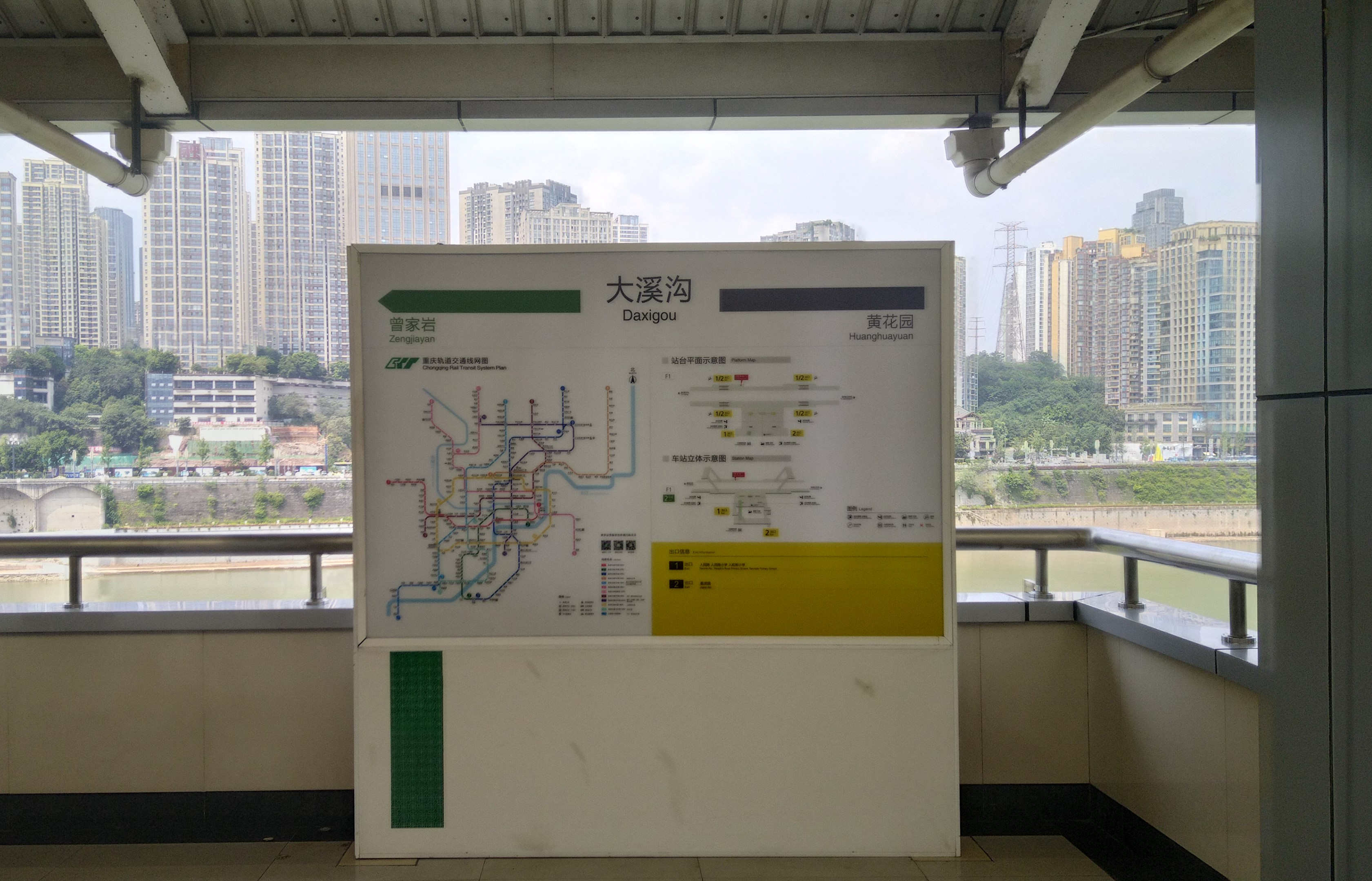
駅名標

## 駅周辺
当駅は嘉陵江浜江路の真上に位置し、北側には嘉陵江が流れている。
- 静園小区
- 市労動和社会保障局
- 市住房公積金管理中心
- 市民政局
- 渝中区第一実験小学
- 人民路小学
- 市医庁設各質検所

## 歴史
- 2005年6月18日 - 開業。

## 隣の駅
重慶軌道交通
■2号線
黄花園駅 (203) - 大渓溝駅 (204) - 曽家岩駅 (205)